# 永井直進
永井 直進（ながい なおのぶ）は、摂津高槻藩の第9代藩主。

## 略歴
宝暦11年（1761年）、第8代藩主・永井直珍の長男として生まれる。明和8年（1771年）1月16日、家督を相続した。
安永7年（1778年）12月16日、従五位下日向守に叙任した。寛政元年（1789年）8月14日、摂津・河内両国内の幕領1万4000石を預かる。以降、預かる幕領は増加していく。
寛政4年（1792年）4月23日、京都火消役を命じられる。寛政12年（1800年）5月13日、京都火消役を命じられる。享和2年（1802年）12月1日、京都火消役を命じられる。文化6年（1809年）8月23日、隠居して長男の直与に家督を譲る。隠居にともない、通称を右京亮に改める。文化12年（1815年）2月2日、死去する。享年55。